# 響鳴
『響鳴』（きょうめい）は原作・紙谷龍生、作画・福原鉄平による漫画。「コミックガム」（ワニブックス）において2000年から2001年にかけて連載された。昭和30年代の東京を舞台に殺人事件へ挑む探偵、大槻種彦の活躍を描く。

## あらすじ
第一章 グリム殺人事件
童話研究家の娘が殺された。死体には灰が撒かれ、足の指を切断して金色の靴を履かせ、まるで灰かぶり姫を思わせるようになっていた。その謎を解く間もなく、今度は白雪姫を模したかのような毒りんごによる殺人未遂が発生する。私立探偵の大槻種彦は犯人の精神へ共感することで真実に迫っていく。
童話が持つ猟奇性、エロチシズムを犯罪に投影させた作品。全3話。
第二章 人形が人を殺す
とある寂れた巡業サーカスの出し物に、自動人形がストラディバリウスのバイオリンを弾くというものがあった。そのバイオリンを狙っていた高利貸が密室の中で殺され、自動人形の手には血まみれのナイフが握られていた。しかし自動人形が自らの意思で動くはずはない。大槻種彦がそのからくりを解き明かす。
古典的なサーカスを舞台に、トリックに重点を置いた作品。全3話。

## 登場人物
大槻 種彦（おおつき たねひこ）
黒縁眼鏡の探偵。本来は大学生であり学帽とマントを愛用するが、大学に通うところは一度も描写されていない。事件そのものよりも、そこに至った犯人の心の有り様に興味を持つ。
高森 文乃（たかもり あやの）
女学生。好奇心旺盛で、種彦の捜査活動について回る。
高森 秋乃（たかもり あきの）
種彦の下宿先であるみどり館の管理人。文乃の姉。笑みを絶やさないマイペースの女性。
駒沢警部（こまざわけいぶ）
警視庁捜査一課の警部。上唇に髭をたくわえた大柄な男性。推理においてはやや短絡的なところがある。種彦と面識がある。
大槻 紫音（おおつき しおん）
種彦の姉。人々の心に悪の種を蒔き、罪を犯させる。種彦もまた自分と同種の人間であると考えており、種彦に誘いを掛ける。

## 書誌情報
紙谷龍生（原作）・福原鉄平（作画）『響鳴』 ワニブックス（GUMコミックス）、全1巻 
1. 2001年6月10日発行、ISBN 978-4-8470-3344-5